# Louise Abeita
Louise Abeita Chewiwi, également connue comme E-Yeh-Shure ou Blue Corn, née le 9 septembre 1926 à Isleta Pueblo, comté de Bernalillo, et morte le 21 juillet 2014 à Albuquerque, est une écrivaine, poétesse et éducatrice pueblo.

## Biographie
Louise Agnes Abeita Chewiwi est membre de la tribu Pueblo, installée dans le village d'Isleta au Nouveau-Mexique. Son père, Diego Abeita, est actif au sein du gouvernement tribal. Sa mère, Lottie Gunn Abeita, est originaire de la tribu Laguna Pueblo,.
Afin de mettre en valeur les poèmes de sa fille, Diego Abeita réunit des artistes des communautés Navajo, Apache et Pueblo. En 1939, le groupe forme   la National Gallery of the American Indian (NGAI), et publie I am a Pueblo Indian Girl, un ouvrage illustré basé sur les textes de Louise Abeita Chewiwi, alors âgée de treize ans,. Le livre est décrit comme le "premier livre véritablement indien" par les historiennes Gretchen Bataille et Laurie Lisa dans leur anthologie Native American women : a biographical dictionary, édité en 2001.
Le recueil I am a Pueblo Indian Girl dépeint la vie de Louise Abeita à travers la prose et la poésie. Les thèmes principaux abordent les traditions pueblo, illustrées par les artistes de la National Gallery of the American Indian. Il est considéré comme la première publication de la communauté Pueblo, édité pour documenter son propre art et sa culture, et destinés aux spectateurs non autochtones.
En 1940, Louise Abeita Chewiwi appararaît dans le court métrage Fashion Horizons du réalisateur Harry D. Donahue, montrant alors son livre aux vedettes d'Hollywood,.

## Publications
- Louise Abeita, E-Yeh-Shure, W. Morrow, I am a Pueblo Indian Girl, 25 p., 1939.